# V. Szixtusz pápa
V. Szixtusz (Sixtus) (eredeti nevén: Felice Perretti; Grottammare, 1521. december 13. – Róma, 1590. augusztus 27.) a 227. római pápa 1585-től haláláig.
Uralkodása alatt megerősödött pápaság hatalma és tekintélye csúcspontját érte el. Kemény, de zseniális egyházfő volt. Öt és fél éves pontifikátusa alatt nyilvánvalóvá vált, hogy szigorúan és magabiztosan, saját értékrendjét követve reformálja meg az egyházat, és ezek alapján irányítja a pápai állam minden ügyét. A néha kissé makacs és önfejű gondolkodásmódot igazoló jelleme néhány esetben csak ellenségeket szerzett, vagy elvétett politikai illetve vallási lépéseket váltott ki. Mindemellett ez a kitartása és rendületlen hite tette őt az ellenreformáció egyik legnagyobb egyházfőjévé. Trónra lépése után hamar megmutatta, hogy elődje, XIII. Gergely minden gyenge pontjában sokkal erősebb és határozottabb. Sikerült úrrá lenni a dél-itáliai és a pénzügyi káoszon, kiváló szervezőképességét pedig a pápai kúria átszervezésénél bizonyíthatta be. A VII. Gergely pápa óta fönnálló hivatalokat, mint a kancelláriát, a kamarát, a datáriát, a penitenciáriát és a rotát meghagyta ugyan, de legtöbb feladatukat új bíborosi kongregációk ügykörébe utalta. 1590-ben kiadta a Vulgata revízióját is. Ez az elsietett munka és a becsúszott hibák miatt kevésbé volt szerencsés. A belső reformok mellett hatalmas építkezésekbe fogott, amelyek mind a mai napig Róma barokk arcában főszerepet játszanak.

## Élete Szent Péter trónusa előtt

### Származása és tanulmányai
1521. december 13-án látta meg a napvilágot eredetileg Felice Peretti néven az itáliai Grottammare városkájában, amely a mai Marche régióban található. Származásáról mindössze annyit tudunk, hogy családja az előző évszázad közepén menekült át Dalmáciából Itáliába az egyre fenyegetőbb közelségbe nyomuló törökök elől. A dalmát gyökerekre egyébként pápasága korából is több jel utal. Felújította a San Girolamo-templomot, amelyet leginkább az Illíriából származó katolikusok látogattak. Aztán 1589. augusztus 1-jén kiadta a Sapientiam Sanctorum kezdetű bulláját, amelyben kollégiumot alapított tizenegy szláv papnövendék számára. Később ebből alakult ki a Szent Jeromos Apostoli Horvát Kollégium.
Gyermekéveiről Felice egyházfőként készített feljegyzéseket, amelyekből az derült ki, hogy a későbbi pápa igen szegény sorban kezdte az életet. Apja kertész volt, és Felicének saját bevallása alapján gyakran disznópásztorkodásból kellett kiegészítenie a szerény családi jövedelmet.
A szegénység ellenére Felice szülei a legjobb neveltetést akarták biztosítani gyermeküknek, amelyre akkoriban csak a szerzetesrendek adtak lehetőséget. Apja tanácsára Felice kilencéves korában a közeli Montalto ferences rendjéhez csatlakozott. Ezt nagyban segítette, hogy itt nagybátyja, Fra Salvatore volt a rend vezetője. Tizenkét évesen Felice Montaltóban ferences novícius lett, ami egyben azt is jelenti, hogy ekkorra megszerezte azt az alapvető tudást, amire a későbbi teológiai képzéséhez elengedhetetlen volt. Montaltóban kezdte meg tanulmányait, majd szorgalmának köszönhetően rendje támogatásával Ferrarában később Bolognában tanult. 1547-ben Sienában pappá szentelték, és hamarosan megszerezte a teológiai doktorátust is.

### Minorita prédikátorból Montalto bíboros lesz
A minoriták (a ferences rend egyik ága) között Felice egyre nagyobb hírt szerzett, ugyanis kiváló teológiai tudása mellett kiváló prédikátor és hitszónok is volt. 1552-ben Rómába hívták a nagyböjt idején, hogy tartson prédikációt a Santi XII Apostoli-bazilikában. A tiszta, reformizált egyház céljait és erényeit is méltató beszédet a tömeg között végighallgatta  Rodolfo Pio di Carpi bíboros, aki a ferences rend védnöke volt a kúriánál. Az ő közbenjárására újból prédikációt tartott a húsvéti időszakban az örök város egyik templomában, ahol már jelen volt két későbbi egyházfő is, Carafa és Ghislieri bíboros valamint Néri Szent Fülöp és Loyolai Szent Ignác is. A befolyásos kardinálisok a hatásos beszéd hallatán megismerkedtek az ifjú minoritával, és egyre mélyebb barátság szövődött köztük. A befolyásos támogatóknak köszönhetően pedig egyre feljebb lépkedett a ranglétrán.

1550-ben a sienai ferences konvent rektora, 1553-ban a nápolyi San Lorenzo konvent rektora, majd 1556-tól a velencei minoriták vezetője lett. Egy évvel velencei kinevezése után IV. Pius a város inkvizíciójának élére nevezte ki. Felice olyan vehemenciával látott neki a feladatnak, hogy a Serenissima 1560-ban a Szentszéknél leváltását követelte. Miután leváltották a velencei inkvizíció éléről Rómába hívatták, ahol a központi inkvizíció tanácsosa lett, a római La Sapienza Egyetem professzorává nevezték ki, és megkapta rendjének általános prokurátori és apostoli vikárius rangját is. 

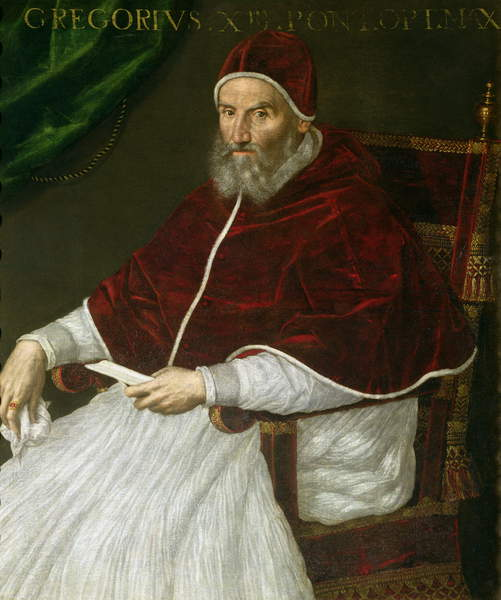
A nagy ellenfél, XIII. Gergely pápa portréja

1565-ben IV. Pius felkérte Felicét, hogy csatlakozzon Boncompagni bíboros, a későbbi XIII. Gergely legátusához Spanyolországba. A toledói érsek eretnek kapcsolatait kivizsgálni hivatott pápai követség rendkívüli tapasztalatai mellett Felice számára azért volt nagyon fontos, mert itt ütközött ki először nézeteltérésük a bíborossal. A spanyol utazás után ez az ellentét egyre jobban elmélyült, és csúcspontját Gergely pontifikátusa alatt érte el. 1566-ban tért vissza az immár V. Pius által igazgatott örök városba. Pius még abban az évben a nápolyi Sant’Agata de’ Goti város püspökének nevezte ki, és később őt választotta gyóntatópapjának is. 1570. május 17-én Pius bíborossá kreálta a San Simeone-templom címén, amelyet később Felice átnevezett San Girolamo dei Schiavoni névre. 1571-ben Fermo érseke lett. V. Pius uralkodása alatt kétségtelenül az egyik legnagyobb befolyással bíró bíboros volt, akit gyakran csak Montalto bíborosként emlegetett a köznép.
Ennek a befolyásnak hamar véget vetett Pius 1572-es halála, ami után esküdt ellenségét, Boncompagni bíborost választották meg a pápai trónra XIII. Gergely néven. Felice ez idő alatt teljesen visszavonult a nyilvános szerepléstől, és ideje java részét további tanulással és művészetpártolással töltötte, már amennyire jövedelme ezt lehetővé tette. Ekkor gyűjtötte össze Szent Ambrus műveit, amelyet 1579-ben kiadott, és felépítette nagyszerű villáját, a Villa Montaltót az Esquilinus-domb tetején, közel címtemplomához. A Domenico Fontana által tervezett palotát pápaként tovább bővítette, aminek következtében több közeli házat is lerombolt. A palota mindemellett 1869-ben a római vasútépítés áldozatává vált.

## Szigorú reformok pápája
Miután Felice nagy ellenfele, XIII. Gergely bő tizenkét évnyi pontifikátus után meghalt, a konklávé összeült és noha jelentős kérdések nyomasztották a bíborosok vállát, alig négy nap után egybehangzóan Peretti bíborost választották pápává. Mindenki előtt világos volt, hogy olyan utódot kell találniuk, aki képes gátat vetni a Pápai Államot egyre jobban erőszakba fojtó banditák garázdálkodásának, és ugyanakkor helyre tudja állítani a kincstár siralmas helyzetét. A bíborosok pontosan ismerték Felice érdemeit, és miután minden szempontból megvitatták személyének alkalmasságát, őt választották meg Szent Péter trónjára. Felicét május 1-jén koronázták meg, és ekkor vette fel az V. Szixtusz uralkodói nevet, ezzel tisztelegve IV. Szixtusz pápa emléke előtt, aki szintén ferences szerzetes volt.
Felice megválasztásának körülményeiről éveken át legendák szóltak Rómában. Többen úgy vélték tudni, hogy Szixtusz csellel szerezte meg a szent kollégium támogatását. Az elbeszélések szerint Perettit régen nem látták már kollégái, így mankóval, rendkívül összetört ábrázattal jelent meg a konklávén. A kardinálisok a kúriát sújtó komoly problémák miatt nem tudtak megegyezni a következő egyházfő személyében, ezért a szokásokhoz híven, olyan pápát igyekeztek kiválasztani, aki ideiglenes megoldást jelent, azaz láthatólag fél lábbal a koporsóban van. Miután megválasztották az igencsak szerencsétlen külsejű Felicét, az diadalittasan eldobta mankóját, és öt és fél évig uralkodott. A legendáról később bebizonyosodott, hogy minden bizonnyal nincsen alapja.

### Gergely hagyatéka

#### Rendteremtés Itáliában
XIII. Gergely ugyan hithű katolikus és az ellenreformáció három legnagyobb egyházfőjének egyike volt, mégis a pénzügyek és az alattvalók büntetése területén szinte katasztrofális eredményeket ért el. Pontifikátusának végére a vagyonuktól sokszor koholt vádak alapján megfosztott nemesek erős banditaseregeket igazgattak és támogattak az egyházi birtokokon. A pápai hatalmat bénító rablóbandák oldalára állították a köznép java részét is a kereskedelem számára elviselhetetlenné vált vámterhek és a megnövekedett adók miatt. A káosz egyre tovább gyűrűzött, és trónra lépésekor 12-27 ezerre becsülték a garázdálkodó banditák számát az egyházi állam területén. 

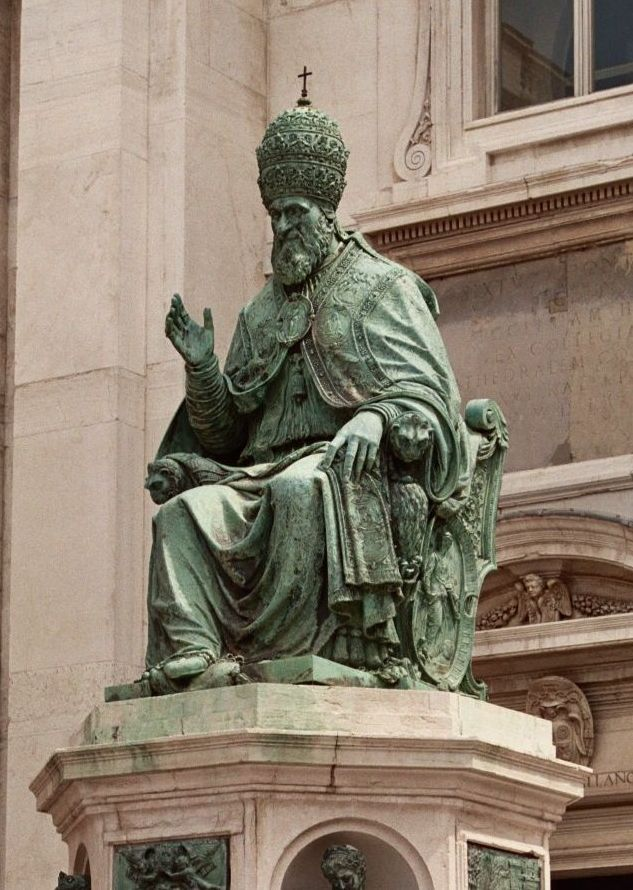
V. Szixtusz szobra Loretóban

Gergellyel ellentétben Szixtusz trónratermett uralkodó volt. Erős kézzel és gyakran megdöbbentő kegyetlenséggel fogott hozzá az uralma alá tartozó területek megtisztításához. Elsőként tárgyalt a szomszédos államok vezetőivel, és megszerezte azok támogatását. Ezután a pápai sereg nem kímélte a banditákat, akármilyen származásúak is voltak. A nemeseket kibékítette a Gergely által jogtalanul elvett földek visszaadásával, így a magára maradt köznép elveszett Szixtusz hadjáratában. A börtönök megteltek, sokak persze már a rabságot sem érték meg. A pápa két évvel trónra lépése után Európa legbiztonságosabb államává változtatta a Pápai Államot.

#### Kincstári manőverek
Legalább ekkora jelentőséggel bírt a pápai kincstár megreformálása, amely Gergely halála után igencsak üres volt. Pontifikátusának kezdetén kijelentette, hogy a jó kormányzáshoz éppen olyan szükséges a gazdagság, mint a szigor. Ezért aztán az új pápa tényleg minden lehetséges eszközzel nekilátott megtömni a pápai kincstárat. Mindenekelőtt a pápai kúria működésének minden területén igyekezett visszafogni a kiadásokat. Új adókat vetett ki, és megnövelte azoknak a pápai hivataloknak a számát, amelyeket pénzért lehetett megváltani. Szabályozta az árakat és átalakította a montit, azaz az államtól felvehető kölcsön kamatait is. Szixtusz olyan sikeres volt a pápai kincstár megtöltésében, hogy a halála előtti évben a tetemes építkezések költségei mellett is az Angyalvár kincstára három millió arany és 1,6 millió ezüst scudót tárolt. Ez az összeg Szixtuszt a kontinens egyik leggazdagabb uralkodójává tette, és a mindenkori pápák között is az egyik legtehetősebbnek. A hatalmas tartalékoknak a sikeres pénzügyi politika mellett volt még egy oka.  Szixtusz fanatikusan ragaszkodott ahhoz, hogy óriási összegeket tartson lekötve a kincstárában. Mindig grandiózus külpolitikai tervei jártak az eszében. A háborúk, főleg a törökök elleni végső hadjárat, és az örök város váratlan védelme miatt halmozott fel ekkorra összeget az Apostoli Kincstár. Ez a pápa minden jó szándéka mellett is káros volt a gazdaságra, ugyanis a lekötött arany- és ezüstmennyiség hiányzott az itáliai gazdaságból, tehát kevés pénz volt forgalomban. Ez leghamarabb a kereskedelmet gátolta, de lassan továbbgyűrűzött a gazdaság minden ágára is.

### Egyházi reformok

#### Bíborosok új szerepben
Pontifikátusának egyik legjelentősebb fejezete mindenképpen az egyház szervezetének belső reformját érintette. A pápa több területen is igyekezett maradandó nyomot hagyni az egyház berkein belül. Ezért például Bolognában megalapította a Collegio Montalto-t, amely ötven hallgatót képzett az egyház belügyeinek intézésére. A jezsuiták rendi szabályzatával is sokat bajlódott. A Szt. Ignác által alapított rendet elődje nagy kegyben részesítette, és óriási összegekkel támogatta őket. Szixtusz azonban korántsem nevezhető a jezsuiták védelmezőjének vagy akár támogatójának. Pontifikátusa alatt a jezsuitákat leginkább gyanakvással és nemtetszéssel szemlélte. Többek között megtiltotta nekik a Jézus Társasága név használatát is, bár az általa kidolgozott új szabályzat a pápa halála miatt már nem léphetett jogerőre.
Mégis Szixtusz uralkodása alatt a bíborosi testületet érintette a legnagyobb változás. 1586. december 8-án a Postquam verus kezdetű bullában hetven főben állapította meg a bíborosi kollégium maximális számát. Ez létszámcsökkenést jelentett a testületben, amelyet a pápai bulla szövege tovább részletez. Eszerint a hetven bíboros közül hat püspök bíboros, ötven presbiter-bíboros és tizennégy diakónus bíboros.

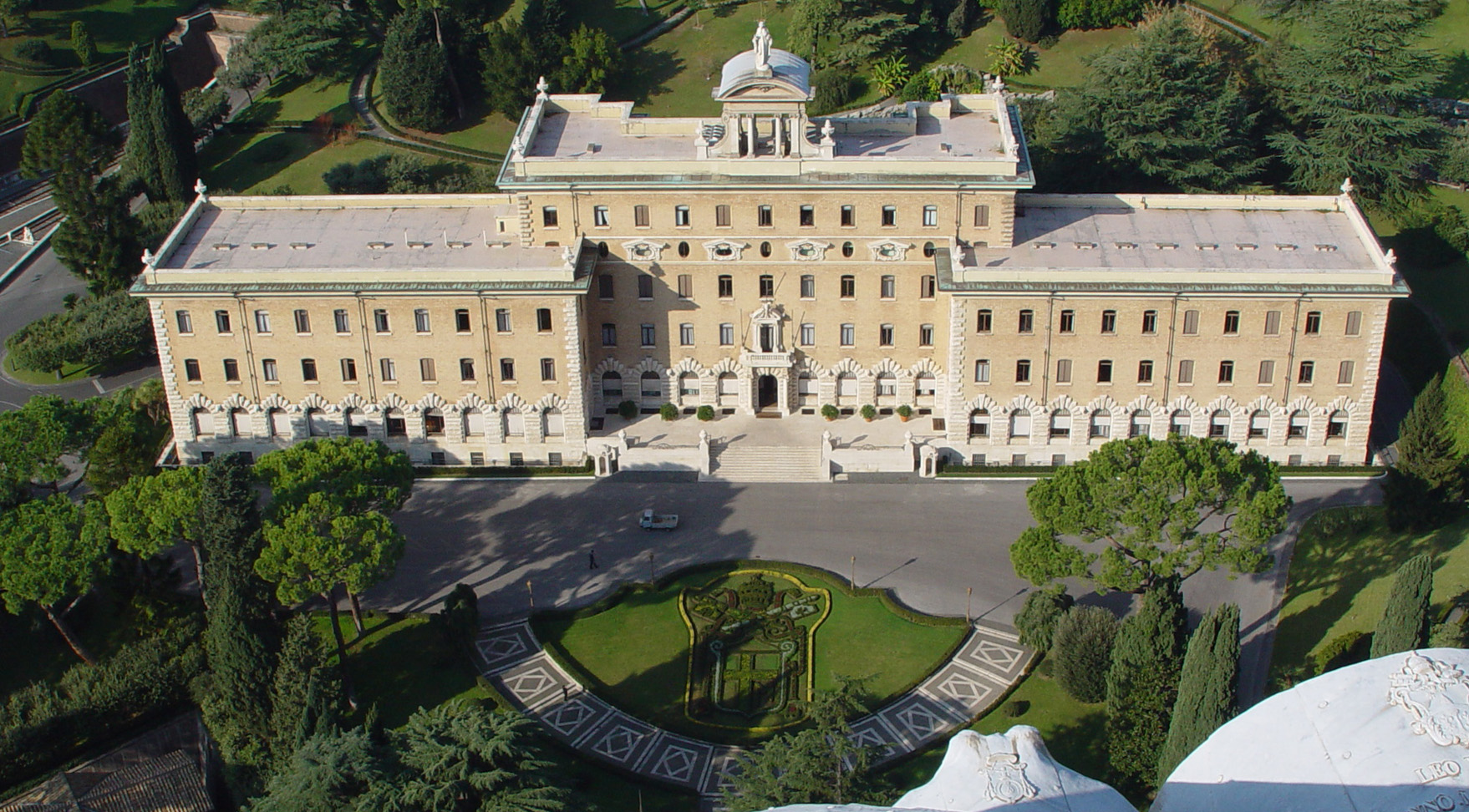
A Római Kúria épülete a Vatikánban

Már Szixtusz trónra lépése előtt is elkezdődött a bíborosok hatalmának csökkentése. Ez rendszerint abban nyilvánult meg, hogy a kardinálisokat különböző bizottságokba, konzisztóriumokba rendezték. 1588. február 11-én kiadta az Immensa aeterni Dei kezdetű bulláját, amely egészen a második vatikáni zsinatig rögzítette a bíborosi kongregációkat. A kongregációk tulajdonképpen úgy működtek mint mai értelemben véve egy kormányzat minisztériumai. A bíborosokból álló testületek egy-egy fontos szakterületre összpontosítottak, és azzal kapcsolatban intézték a rutin ügyeket, a fontosabb döntések esetén pedig a pápa jóváhagyásával cselekedtek. Ezzel az egyházfőé maradt az utolsó szó, mégis nagy mértékben könnyítette meg a pápa munkáját ez a felépítés. Tehát tizenöt állandó kongregációt hozott létre, amelyek egészen a 20. századig változatlanok maradtak, bár időről időre ideiglenes bizottságok is alakultak ezek mellé. A pápa a következő tizenöt kongregációt hozta létre: (1) Inkvizíció, (2) Apostoli Signatura, (3) Új egyházmegyék alapítása, (4) Rítusok és szertartások, (5) Tiltott könyvek listája, (6) Tridenti zsinat rendelkezéseinek betartása, (7) Belső szabályzatok, (8) Püspökök, (9) Vatikáni nyomda, (10) Annona, vagyis Róma és a Pápai Állam tartományainak élelmezési ügyei, (11) Haditengerészet, (12) Népjólét, (13) a Sapienza Egyetem ügyei, (14) Utak, hidak és vízvezetékek és végül (15) Állami ügyek megvitatása.
Szixtusz komolyan vette bulláinak szövegét, és az uralkodásának első két évében megszilárdított rendnek hála minden szava törvény volt a Pápai Állam területén. Több bíborost is felszentelt, és mindegyikük esetében szigorúan az alkalmasságot mérlegelte. Egyetlen esetben lehet ezt vitatni és némi nepotizmussal vádolni, nevezetesen amikor kinevezte tizennégy éves unokaöccsét a kollégium egyik tagjává.

#### A pápa, aki átírta a Bibliát
A tridenti zsinat 1546-ban a Vulgatát jelölte ki az egyház hiteles bibliafordításának. A Vulgata új kiadásával megbízott hittudósok 1588 végén mutatták be a pápának a végleges szöveget. A pápa ízlését zavarta a túl nagy tudományosság, ezért ő maga állt neki a fordításnak. Sajnos munkamódszere nem volt túl tudományos, és egyebek mellett a versbeosztást is megváltoztatta. Ezzel minden korábbi Biblia egy csapásra elavult lett, minden iskolai kézikönyvet a szövegutalásokkal együtt újra kellett nyomtatni. Az új köntösben jelentkező Vulgata tele volt hibákkal, sokszor nem fogalmazott pontosan vagy éppen nem úgy, ahogyan azt a Vulgata eredetije tartalmazta. Az elkészült művet végül a pápa halála előtt néhány héttel nyomtatták ki, így sok példány nem találhatott gazdára. VIII. Kelemen pápa elutasította a szixtuszi fordítást, és 1592-ben új, kelemeni fordítást adott ki. Mind a mai napig ez a fordítás a katolikus Biblia hivatalos verziója. Halála után megkísérelték a Szixtusz-féle példányokat elkobozni vagy visszavásárolni. Azokban az időkben, amikor a protestánsok ingyen terjesztették a Bibliát, a katolikus egyház kétségbeesetten vásárolt vissza bizonyos Szentírásokat.

### Ellenreformált külügyek
Egész pontifikátusa alatt reménykedett abban, hogy előbb vagy utóbb elérkezik az ő ideje, és végül valóra válthatja régen dédelgetett külpolitikai vágyait. Grandiózus tervekben pedig nem volt hiány, éppen ezért halmozott fel hatalmas vagyont a pápai kincstárban. A katolikus egyház hithű vezetőjeként legfőbb óhaja az volt, hogy a törököket kiűzhesse Európából, majd a felszabadított területeken a katolicizmust keltse életre.  Ezek után úgy tervezte, hogy a katolikus seregek Egyiptomot is felszabadítják a muzulmán iga alól. Ezek a tervek sem kis léptékben gondolkodó egyházfőre utaltak, de Szixtusz ezek mellett meg akarta szerezni unokaöccsének a francia trónt, amely körül súlyos háborúk lángoltak fel.
Persze a hatalmas tervek útjában a világi uralkodók más jellegű elfoglaltságai álltak, így  megmaradt Anglia királynőjének szekálása mellett. Amint trónra lépett azonnal megerősítette I. Erzsébet kiközösítését, és titkos egyezményt kötött II. Fülöp spanyol királlyal, amelyben garantálta a spanyol armada támogatását. Sixtusnak a pénzügyi támogatáshoz mindössze egy feltétele volt. Csak akkor ontotta volna a spanyol uralkodónak a pénzt, ha seregei már partra szálltak Angliában. Ezt két megfontolásból is helyesnek vélte az egyházfő. Egyrészt egyre nagyobb félelemmel nézte Fülöp hatalmának növekedését, másrészt nem akarta az Egyházat újabb felesleges költségekbe verni. Minderre bizonyságot is kapott 1588. augusztus 8-án, amikor a nagy spanyol hajóhad vereséget szenvedett Erzsébet flottájától. A hír meglepte egész Európát, és a római kúriában is gyorsan tűzre dobtak néhány kiáltványt, amelyet Allen bíboros fogalmazott meg az angliai katolikus győzelem alkalmából.

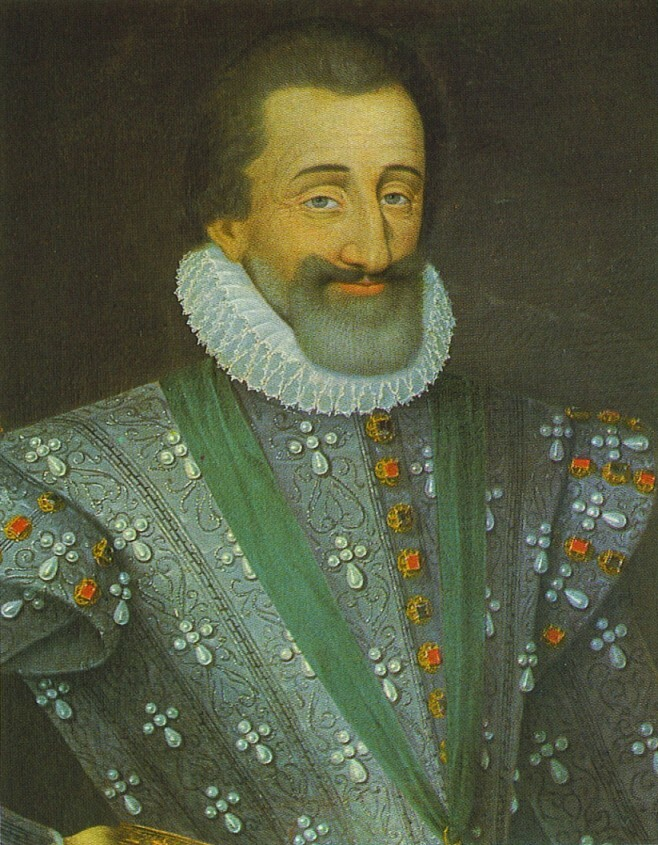
IV. Henrik francia király portréja

Sixtus pontifikátusa nem szűkölködött a nemzetközi eseményekben, Franciaországban is fenekestül felfordult a trón öröklése. Sixtus trónra lépésekor úgy állt a helyzet, hogy a Szent Bertalan éjszakája utáni hugenotta mészárlással a katolikus uralkodó pontot tett a protestantizmusra. A francia Bourbon-ház egyik előkelő tagja, Henrik, Navarra uralkodója távol a párizsi udvartól protestánsként nevelkedett, és ő is jelen volt az 1572-es mészárlásnál, de megmenekült, amikor azt hazudta, hogy áttér a katolikus hitre. Sokáig nem is igazán bolygatták Henrik ügyét, de 1584-ben meghalt a francia trón örököse, és ezzel Henrik lett a trón várományosa. Sixtus azonnal követelte a trónörökössé avanzsált Henriktől, hogy vegye fel a katolikus hitet, különben nem fogja támogatni királlyá koronázását. Miután Henrik erről nem akart tudomást szerezni, és háborút háború után nyert meg, a pápa kiátkozta a későbbi uralkodót. Sixtus igyekezett II. Fülöp figyelmét is Franciaországra irányítani, de ez az angol hadjárat miatt nem volt túl hatékony. A pápa támogatta a francia Katolikus Liga létrehozását Henrik ellen, és annak nagybátyját, Bourbon Károly bíborost támogatták a francia trón elnyerésében. A gond csak az volt, hogy a bíboros akkor már Henrik rabságában tengődött, és 1590-ben meghalt. Az uralkodó nélkül maradt liga vesztésre állt, és a pápának is döntenie kellett, hogy valamilyen okból mégis Henrik mellé áll, vagy egy újabb királyságot veszít el a katolikus egyház. Sokáig húzta a döntést, és végül a halál váltotta meg a válaszadás nehézségétől.

### A barokk pontifikátusa
V. Sixtus pontifikátusának mindenképpen egyik vezérfonala volt az örök város képének barokk átformálása. A pápa igencsak visszafogta a kúria minden kiadását, de a középületek, utak és hidak építésére nem sajnálta a pénzt. Több hatalmas építkezésbe fogott bele mint századának minden pápája együttvéve, és hihetetlen gyorsasággal épültek fel az általa megrendelt épületek vagy más közutak. Építkezéseinek, átalakításainak központjában persze Róma legfontosabb vallási helyszínei álltak. 

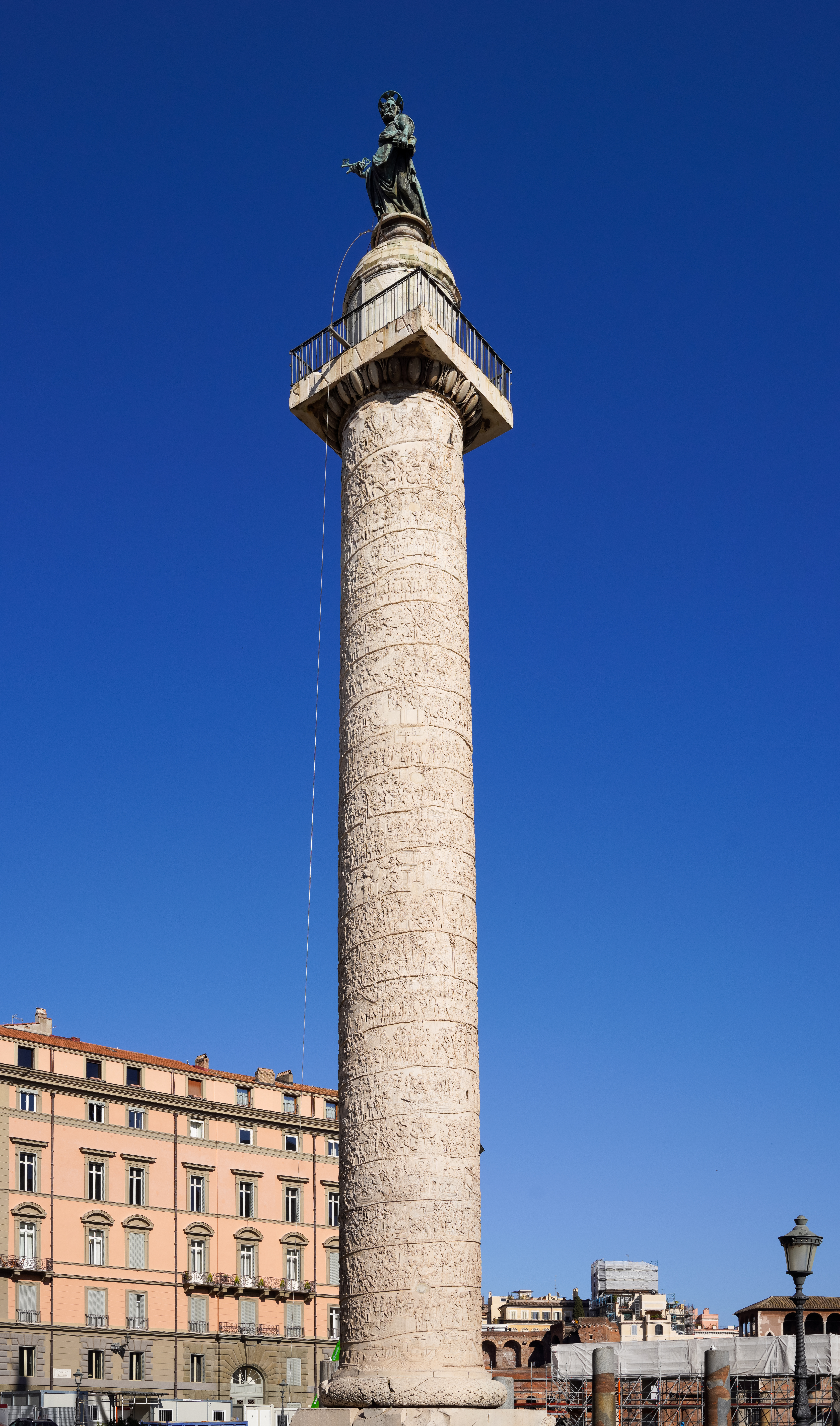
Traianus diadaloszlopa Szent Péter szobrával

Felújíttatta a Lateráni Palotát, ő készíttette el a San Giovanni in Laterano-bazilika Sixtus-loggiáját, befejezte a XIII. Gergely által megkezdett Quirinalis-palotát, sikerült befejeztetnie a Szent Péter-bazilika kupoláját, amivel tulajdonképpen elkészült a régóta épülő hatalmas bazilika. Felújíttatta az Aventinuson álló Santa Sabina-bazilikát és a San Girolamo dei Schiavi-templomot, kibővítette és fejlesztette a Sapienza Egyetem épületét, a Szixtusz híd mellett szegényházat alapított, ő építtette a gazdagon díszített Jézus bölcsője kápolnát a Santa Maria Maggiore-bazilikában. A Vatikánban ő alakította ki azt a szárnyat, amely mind a mai napig a pápák lakhelyéül szolgál. Sixtus városkép rendezésében valamiért nagy szerepet játszottak az obeliszkek. A városban látható legnagyobb obeliszkeket ő állíttatta fel mai helyükön. Így ekkor állították fel Néró császár obeliszkjét a Szent Péter-téren, de a Santa Maria Maggiore-bazilika, a lateráni bazilika és a Santa Maria del Popolo-bazilika előtti obeliszkek is ekkor kapták mindmáig végső helyüket. Oszlopok terén úgy tűnt vonzotta az ókor, ugyanis Sixtus felújíttatta Traianus és Antoninus Pius császárok diadaloszlopait, és az előbbi tetejére Szent Péter, az utóbbira pedig Szent Pál szobrát készíttette el. A Vatikáni Apostoli Könyvtár szolgálatainak kielégítésére korának legkiválóbb nyomdáját építtette fel.
Az egyházi építkezések mellett Sixtus a város közműveit is óriási léptékben javította. Legfontosabb építkezése az Acqua Felice vízvezetékéhez köthető. A több mint 32 km távolságból Róma szívébe vezető vezeték gyakran a föld felszíne alatt vagy éppen oszlopokra emelve hozott friss vizet az örök városba. A Septimius Severus vezetékének felújításával kialakított Acqua Felice mellett a közt szolgálva több utat és hidat is építtetett, amelyek egy része a Leóvárost kapcsolta Róma körforgásába.
Sixtus igyekezete mindenképpen elismerésre méltó, bár építkezéseinek megvoltak az árnyoldalai is. A régészek legnagyobb bánatára a pápa nem különösebben kímélte az ókori épületeket. Domenico Fontanával a Colosseumot selyemszövő-gyárrá alakíttatta át, de ez legalább megóvta a körszínházat a nagyobb pusztítástól. Nem volt ilyen szerencsés Septimius Severus Septizoniuma, amelynek köveit felhasználták az építkezésekhez. A capitoliumi Minerva-templomot pedig keresztény jelképpé változtatta.
A vegyes eredményekkel teli öt és fél évnyi pontifikátus után Sixtus 1590. augusztus 27-én meghalt. Halála után a tiszteletére a Capitoliumon felállított szobrot ledöntötték, amely jelzi számunkra, hogy a néhai egyházfő hihetetlen szigorral kormányozta Rómát és a Pápai Államot.

## Művei
- Documenta Catholica Omnia (latin nyelven). Cooperatorum Veritatis Societas. (Hozzáférés: 2011. december 6.)

## Alakja a kultúrában
Az 1984-ben bemutatott Legyetek jók, ha tudtok című filmben Mario Adorf alakítja.